# Avanti! (film)
Pour les articles homonymes, voir Avanti! (homonymie).
Pour plus de détails, voir Fiche technique et Distribution.
Avanti! est une comédie romantique américano-italienne écrite, produite et réalisée par Billy Wilder, sortie en 1972.

## Synopsis
Wendell Armbruster Jr. (Jack Lemmon) est un homme d'affaires américain venu en Italie pour faire rapatrier le corps de son père, mort dans un accident de voiture dans l’île d'Ischia. 
Il apprend à cette occasion que celui-ci avait une maîtresse, également morte dans l'accident. Il tombe amoureux de la fille (Juliet Mills) de cette dernière.

## Fiche technique
- Titre : Avanti!
- Réalisation : Billy Wilder
- Scénario : Billy Wilder et I. A. L. Diamond, d'après la pièce de Samuel A. Taylor
- Direction artistique : Ferdinando Scarfiotti
- Photographie : Luigi Kuveiller
- Montage : Ralph E. Winters
- Costumes : Annalisa Nasalli Rocca
- Musique : Carlo Rustichelli
- Maquillage : Francesco Freda
- Production : Billy Wilder
- Société de production : Jalem Productions, The Mirisch Corporation, Phalanx Productions, Produzioni Europee Associati (PEA)
- Société de distribution : United Artists
- Budget : 2 700 000 de dollars[1]
- Pays de production : États-Unis, Italie
- Langue originale : anglais, italien
- Format : couleur - 1:1.85 - 35 mm – Mono
- Genre : comédie romantique
- Durée : 140 minutes
- Date de sortie :
  - États-Unis : 17 décembre 1972
  - France : 27 septembre 1973
- Affiches : Jouineau Bourduge (France), Enzo Nistri (Italie)

## Distribution
- Jack Lemmon (VF : Michel Roux) : Wendell Armbruster, Jr.
- Juliet Mills (VF : Nicole Favart): Pamela Piggott
- Clive Revill (VF : William Sabatier) : Carlo Carlucci
- Edward Andrews (VF : Jean-Henri Chambois) : J.J. Blodgett
- Gianfranco Barra (VF : Roger Carel) : Bruno
- Franco Angrisano : Arnold Trotta
- Pippo Franco : Matarazzo
- Franco Acampora (VF : Serge Sauvion) : Armando Trotta
- Giselda Castrini : Anna
- Ty Hardin : pilote d'hélicoptère

## Production
Déçu par les studios hollywoodiens qui viennent de mutiler son film La Vie privée de Sherlock Holmes (The Private Life of Sherlock Holmes, 1970), Billy Wilder souhaite tourner son film en Europe : 

« Il y a une phrase de Renoir sur la différence entre les réalisateurs «"européens" et les réalisateurs "américains", par exemple entre Lubitsch, Wyler, Siodmak, Zinnemann, Sirk et moi d'un côté, et Ford ou Hawks de l'autre : en Amérique, tout marche comme sur des rails, alors que les films européens comportent toujours de charmants détours inattendus. »

Billy Wilder et son fidèle collaborateur I. A. L. Diamond transposent la pièce de théâtre Avanti! de Samuel A. Taylor (1968) sur le grand écran avec le même titre. C'est, pour Wilder, la seconde adaptation de Taylor après Sabrina en 1954.
Le film est entièrement tourné en Italie pendant l'été 1972. Les extérieurs sont filmés sur la côte amalfitaine ainsi que dans les îles de Capri et d'Ischia (église Santa Maria del Soccorso à Forio), tandis que les scènes d'intérieur sont tournées aux studios Safra Palatinio à Rome, ainsi qu'à l'hôtel Excelsior Vittorio à Sorrente, en Campanie.
Pour le film, le compositeur italien Carlo Rustichelli a utilisé les thèmes de chansons populaires en Italie, comme Un'Ora Sola Ti Vorrei dirigée par Gianfranco Plenizio. La bande originale du film est sortie aux États-Unis par Avalanche Records, la même année que le film, et en France par United Artists en 1973.
Un clin d'oeil est adressé à Clive Revill pour sa participation à "Boulevard du rhum" de Robert Enrico dans lequel il joue le rôle de Lord Hammond. En se promenant seule dans Ischia, Pamela Pigott passe devant un cinéma affichant "La Via del rhum".

## Autour du film
L'intrigue de ce film met en scène la mafia napolitaine ( le rôle du "capo" du clan Trotta est joué par l'acteur Franco Angrisano) qui interfère dans les aventures de Wendell et Pamela. Il est curieux de constater que le jeu de boules auquel s'adonne la famille Trotta est nommé par les protagonistes : "la buccia". Ce jeu est en effet devenu une discipline paralympique en 2024 à Paris. 

## Distinction
Jack Lemmon remporte le Golden Globe du meilleur acteur dans un film musical ou une comédie en 1973. En outre, le film reçoit plusieurs nominations : le Golden Globe du meilleur film musical ou comédie, Billy Wilder pour le Meilleur réalisateur et pour le Meilleur scénario, ce dernier Golden Globe avec le co-scénariste I. A. L. Diamond ; Juliet Mills reçoit aussi une nomination pour le Golden Globe de la meilleure actrice dans un film musical ou une comédie et Clive Revill pour le Meilleur acteur dans un second rôle.
Les scénaristes sont de plus nommés lors de la cérémonie des Writers Guild of America pour le prix de la Meilleure comédie adaptée, mais finalement battus par la scénariste Jay Presson Allen pour Cabaret de Bob Fosse.